# Fatułła Achmiedow
Fatułła Achmiedow (ros. Фатулла Ахмедов; ur. 14 kwietnia 1918 w kiszłaku Kulangir w rejonie chodżenckim w Tadżykistanie, zm. 30 lipca 1944 k. Siedlec) – radziecki wojskowy, sierżant, Bohater Związku Radzieckiego (1945).

## Życiorys
Urodził się w tadżyckiej rodzinie chłopskiej. Pracował jako traktorzysta w kołchozie, od 1941 służył w Armii Czerwonej, walczył na Froncie Zachodnim, Briańskim, Centralnym i 1 Białoruskim. Był żołnierzem oddziału karabinów maszynowych, w 1942 podczas walk pod Żyzdrą zniszczył dwa czołgi, w 1943 ukończył kursy podoficerskie i został dowódcą działonu moździerzy, w styczniu 1944 wyróżnił się podczas wyzwalania białoruskiego Polesia, gdzie uczestniczył m.in. w walkach o Mozyrz i forsowaniu Prypeci. Latem 1944 brał udział w operacji białoruskiej w składzie 61 gwardyjskiego pułku kawalerii 17 Gwardyjskiej Dywizji Kawalerii 2 Gwardyjskiego Korpusu Kawalerii 1 Frontu Białoruskiego w stopniu sierżanta, wyróżnił się w walkach o Łuków, gdzie został ranny, później walczył pod Siedlcami, gdzie długo toczył walkę z okrążającymi jego i pluton Niemcami, po czym zginął. Został pochowany w Siedlcach.

## Odznaczenia
- Złota Gwiazda Bohatera Związku Radzieckiego (pośmiertnie, 24 marca 1945)
- Order Lenina (pośmiertnie, 24 marca 1945)
- Order Sławy III klasy